# Claoxylon angustifolium
Claoxylon angustifolium là một loài thực vật có hoa trong họ Đại kích. Loài này được Müll.Arg. mô tả khoa học đầu tiên năm 1865.